# Paracaesio kusakarii
Paracaesio kusakarii es una especie de peces de la familia Lutjanidae en el orden de los Perciformes.

## Morfología
• Los machos pueden llegar alcanzar los 60 cm de longitud total.

## Hábitat
Es un pez de mar de clima tropical y asociado a los  arrecifes de coral que vive entre 100-310 m de profundidad.

## Distribución geográfica
Se encuentra desde Samoa hasta Taiwán y Singapur, y desde las Islas Ryukyu y Ogasawara hasta Nueva Caledonia y el norte -este de Australia.

## Uso comercial
Se comercializa fresco.